# البركة (قناة)
قناة البركة هي قناة تلفزيونية اقتصادية عربية ترتكز على قيم إسلامية تهتم بشؤون المواطنين في الشرق الأوسط والعالم هادفين لمساعدة المواطنين للوصول إلى مستوى معيشي أفضل. أغلقت.
تخاطب القناة المشاهد كمستهلك ومنتج ومسوق وساع لكسب وتكوين الثروات، وهي تجمع بين الإعلام والإعلان، وتعتمد على البث المباشر والحوار المفتوح مع المشاهدين.
شعار القناة : البركة تكفيك.

## وصلات خارجية
- الموقع علي الويب[وصلة مكسورة]
- النائب محسن راضي يتهم وزير الإعلام بإيقاف قناة "البركة"، إخوان أون لاين، 10 يونيو 2008م